# 세코 히로시게

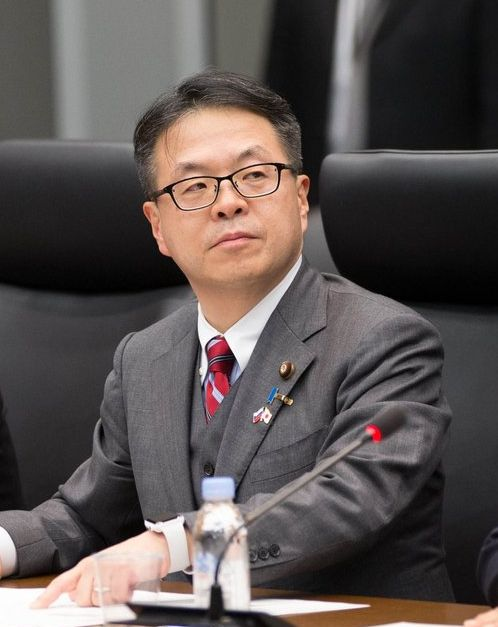
세코 히로시게

세코 히로시게(일본어: 世耕弘成, 1962년 11월 9일 ~ )는 일본의 정치인이며, 경제산업대신
이다.
조부는 교육자 세코 고이치, 부인은 정치인 하야시 구미코, 백부는 정치인 세코 마사타카이다.